# Kaple Božího hrobu (Lobendava)
Kaple Božího hrobu (německy Grabeskapelle) tvoří čtrnácté zastavení křížové cesty na Anenském vrchu (německy Annaberg, 420 m n m.), která se nachází na okraji obce Lobendava. Stavba je součástí památkově chráněného areálu.

## Historie
V letech 1775–1776 byla na Anenském vrchu postavena kaple svaté Anny, kterou doplnila mladší křížová cesta, vybudovaná v letech 1829–1834. Tu tvoří čtrnáct zastavení; třináct je v podobě pískovcových výklenkových kaplí, poslední čtrnácté zastavení tvoří kaple Božího hrobu. Kaple nebyla od svého vzniku patrně výrazněji stavebně upravována, opakovanými rekonstrukcemi prošly její omítky. Vzhledem k významu poutního místa byla stavba udržována až do druhé světové války. Po jejím skončení se o areál křížové cesty starali místní i přespolní dobrovolníci, přesto postupně chátrala a roku 1965 vyhořela. Při opravách křížové cesty v roce 1989 pod vedením místního administrátora Františka Opletala musel být snesen původní zničený krov. Boží hrob byl provizorně zastřešen, aby se zamezilo celkové zkáze. V této podobě přežívá kaple nadále. Při rekonstrukci křížové cesty v létě 2017 byla na stěnu kaple umístěna plechová replika výklenkové kaple s obrazem čtrnáctého zastavení. Výklenkové kaple restauroval Martin Wagner, kovové části a obrazy zhotovil Karel Holub. Opravenou křížovou cestu požehnal 2. září 2017 biskup litoměřické diecéze Jan Baxant.
Kaple spolu s celou křížovou cestou a Getsemanskou zahradou je ve vlastnictví obce Lobendava, na rozdíl od kaple svaté Anny, již vlastní Římskokatolická farnost Lobendava. Využívána je během tradiční anenské pouti ke svátku svaté Anny.

## Popis
Kaple Božího hrobu má obdélný půdorys, přičemž ke křížové cestě je orientována delší stranou. Průčelí jako jediné je omítnuté, fasáda zbylých tří stran je silně poškozená. Kaple nemá okna, v průčelí jsou umístěna velká dvoukřídlá dřevěná vrata s kamenným ostěním, která jsou jediným vchodem. Nalevo od vchodu je na zdi upevněn obraz se čtrnáctým zastavením (fotokopie původního obrazu). Střecha kaple je v současnosti pultová; instalována byla při poslední rekonstrukci na konci 80. let 20. století jako provizorní, když původní střecha byla v havarijním stavu. Interiér kaple je velmi skromný, tvoří jej pouze jediná oprýskaná socha pohřbeného těla Ježíše Krista. Podlaha kaple je kamenná, omítky na stěnách jsou ve špatném stavu, strop chybí. Původní staré lípy malolisté, které rostly po bočních stranách kaple, byly v roce 2014 pokáceny a nahrazeny novými.

## Okolí kaple
Kaple je součástí rozsáhlejšího poutního areálu na vrcholu Anenského vrchu. Jeho nejstarší částí je kaple svaté Anny (vysvěcena roku 1777), naproti které stojí mladší stodola. Za kaplí začíná křížová cesta, jež se stáčí do tvaru podkovy. Uprostřed křížové cesty se rozkládá Getsemanská zahrada, nejmladší část areálu (založena roku 1840). Druhá lobendavská křížová cesta na vrchu Jáchym (475 m n. m.) je vzdálena necelé dva kilometry severovýchodním směrem.

## Galerie

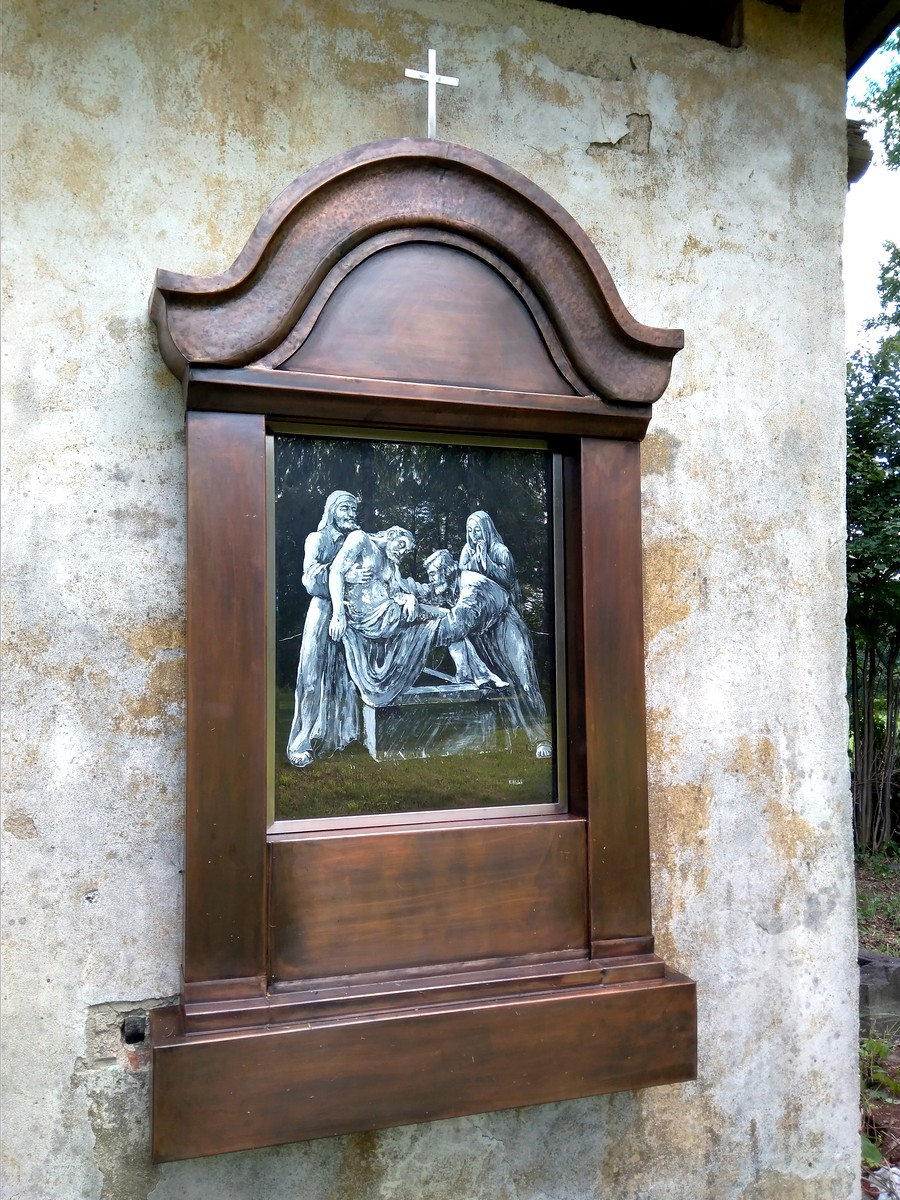
XIV. zastavení křížové cesty (2017)
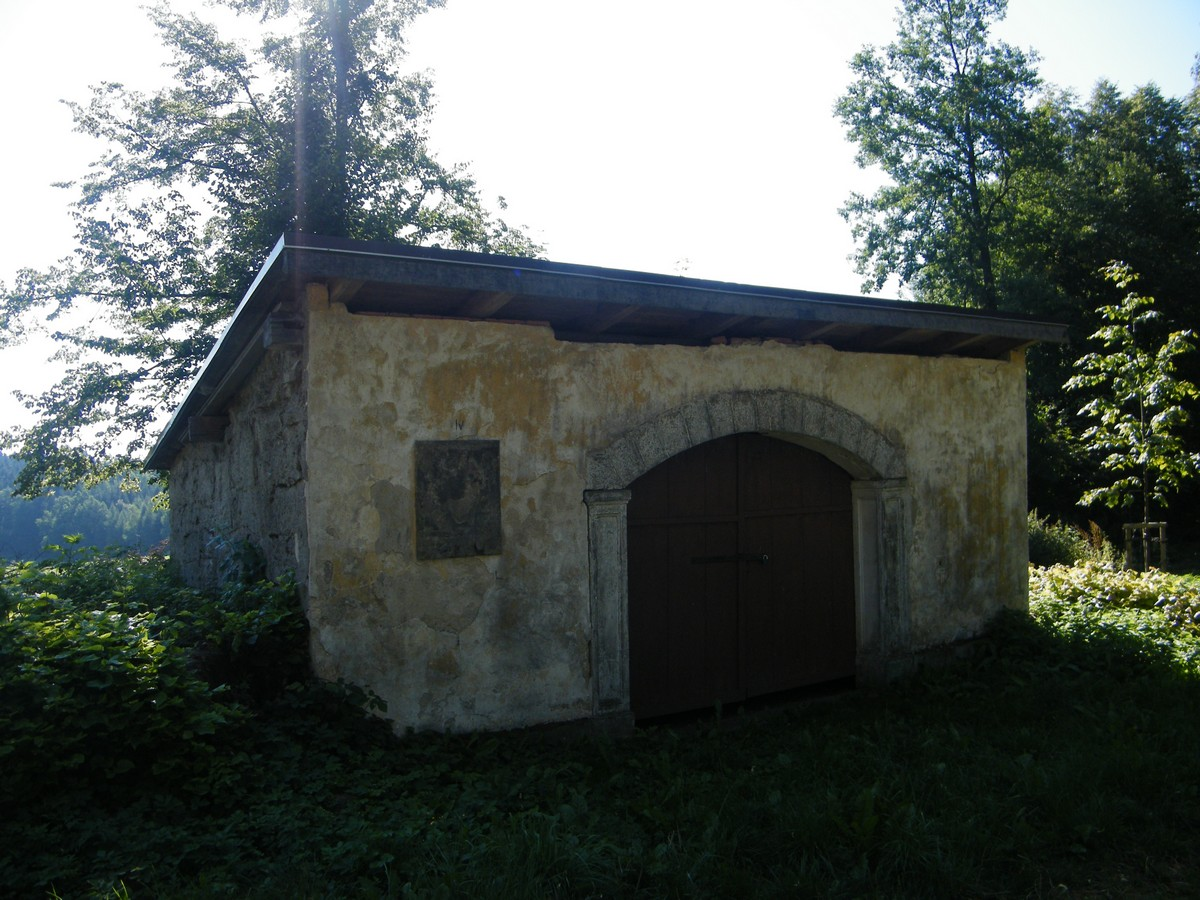
Kaple Božího hrobu (2015)
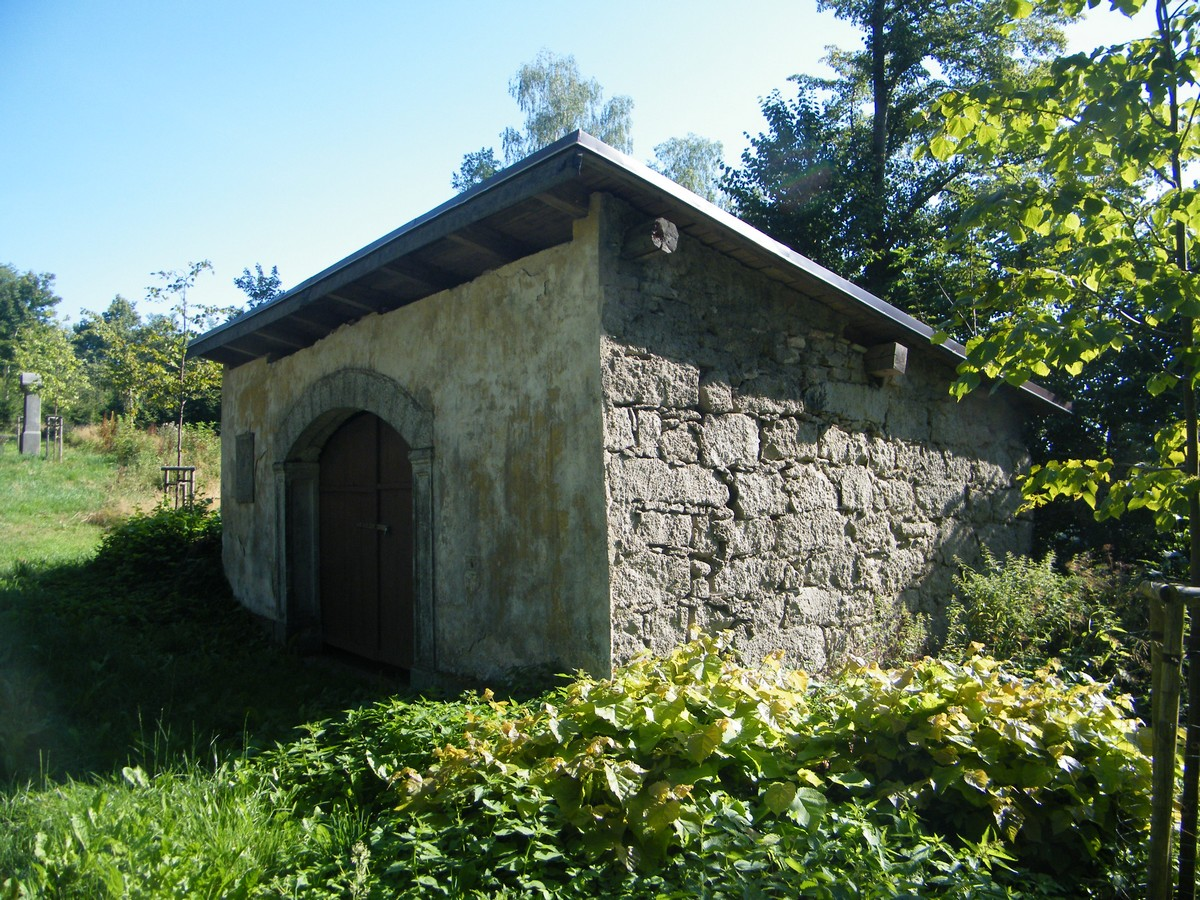
Kaple Božího hrobu (2015)
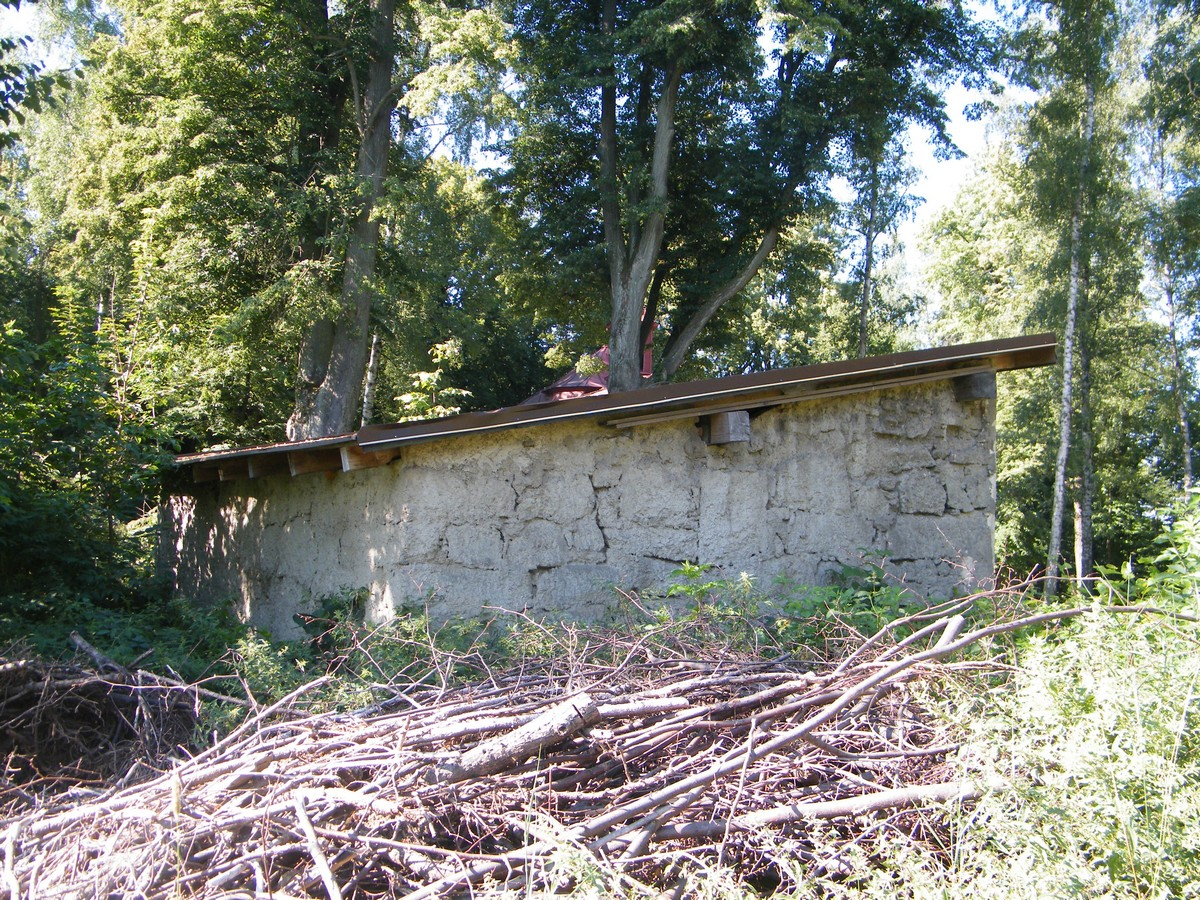
Kaple Božího hrobu (2015)
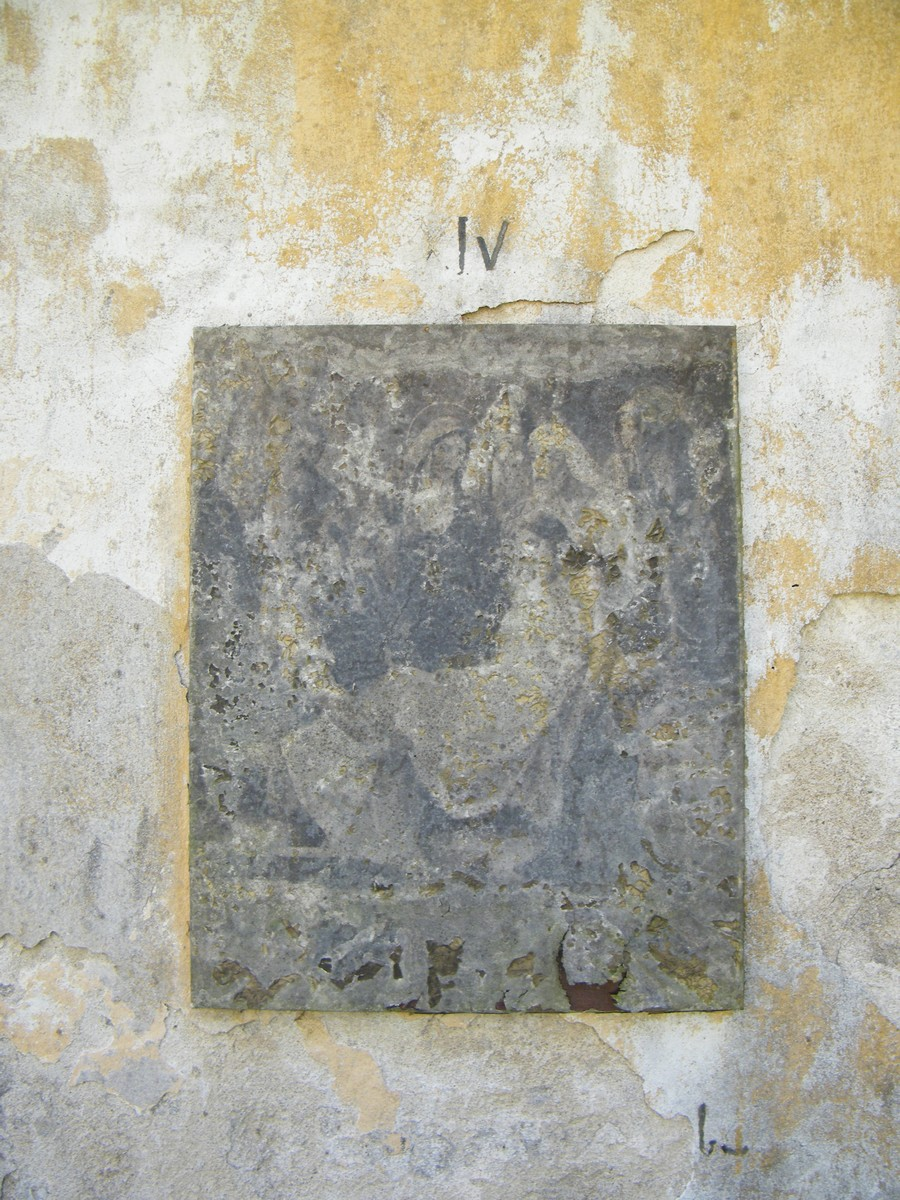
XIV. zastavení křížové cesty (2015)
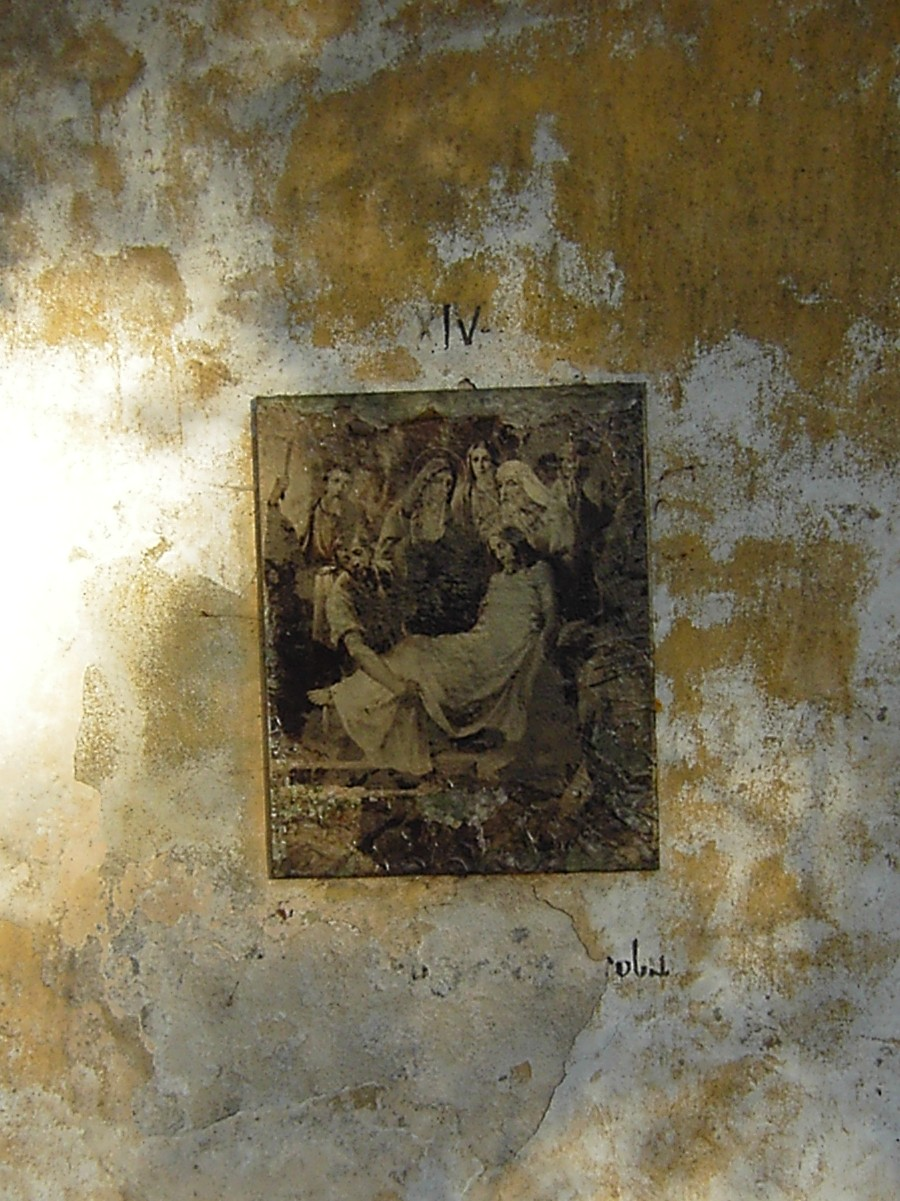
XIV. zastavení křížové cesty (2005)
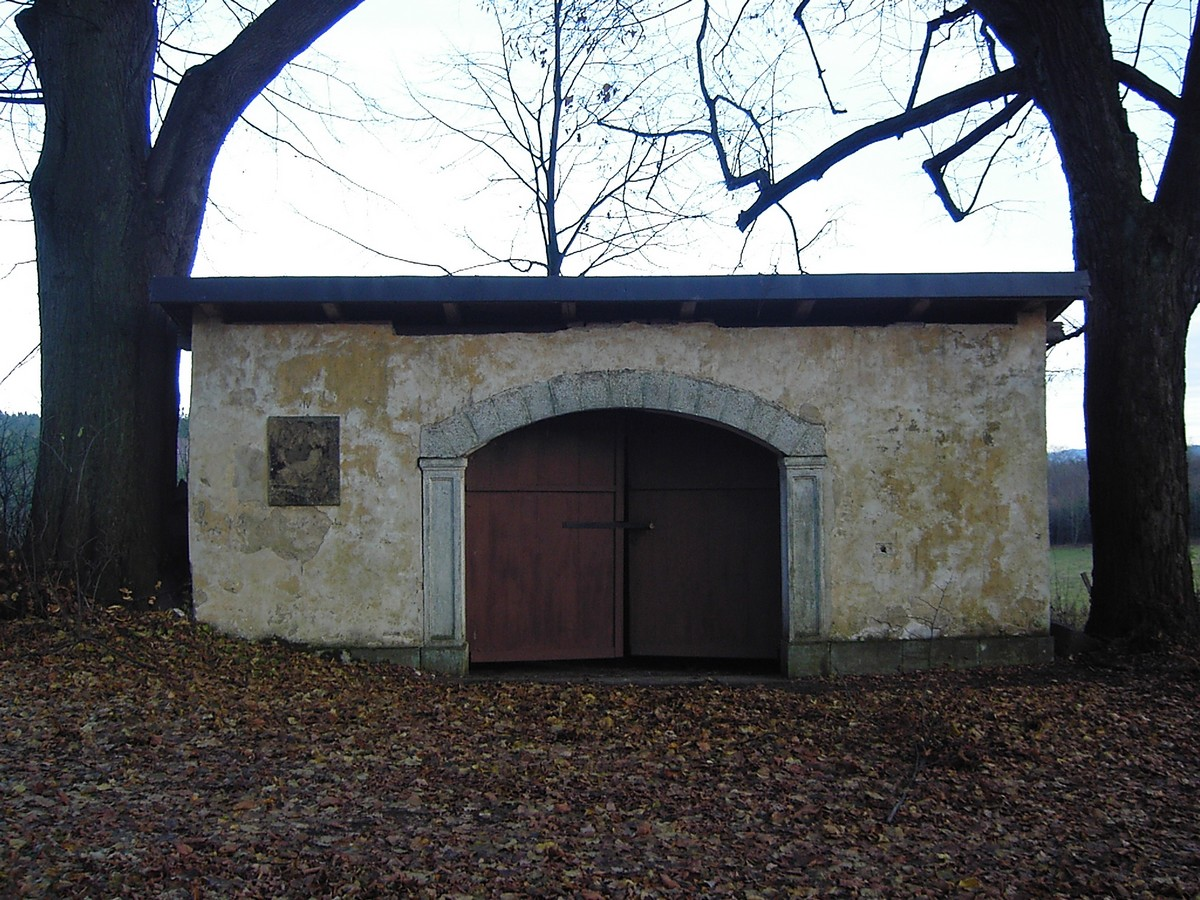
Kaple Božího hrobu (2006)